# Mikołaj (Diegtiariow)
Mikołaj, imię świeckie Wadim Giennadjewicz Diegtiariow (ur. 2 października 1963 w Krasnodarze) – rosyjski biskup prawosławny.

## Życiorys
Ukończył studia w zakresie konstruowania i wytwarzania aparatury radioelektronicznej w Moskiewskim Instytucie Techniki Elektronicznej w 1987. Następnie przez trzy lata pracował w fabryce „Kwarc” w Królewcu jako inżynier-konstruktor, a następnie jako kierownik laboratorium w biurze konstruktorskim elektroniki.
13 lipca 1996 został wyświęcony na diakona przez metropolitę smoleńskiego i kaliningradzkiego Cyryla, on też 18 sierpnia tego samego roku wyświęcił go na kapłana i skierował do służby w charakterze proboszcza parafii św. Jerzego w Prawdinsku. Ks. Diegtiariow pozostawał nim do 2010, od 2009 przewodnicząc dodatkowo sądowi kanonicznemu eparchii kaliningradzkiej. W 2010 został klucznikiem soboru Chrystusa Zbawiciela w Królewcu. Pięć lat później ukończył seminarium duchowne w Smoleńsku.
21 października 2016 został nominowany na biskupa czerniachowskiego i sławskiego. W związku z tą decyzją pięć dni później złożył wieczyste śluby mnisze przed biskupem kaliningradzkim i bałtijskim Serafinem, a dzień później został podniesiony do godności archimandryty. Jego chirotonię biskupią poprowadził 27 listopada 2016 w soborze Wszystkich Świętych w Gusiewie patriarcha moskiewski i całej Rusi Cyryl.